# Dermatobotrys saundersii
Dermatobotrys saundersii är en flenörtsväxtart som beskrevs av Harry Bolus. Dermatobotrys saundersii ingår i släktet Dermatobotrys och familjen flenörtsväxter. Inga underarter finns listade i Catalogue of Life.